# Бугарска на Светском првенству у атлетици на отвореном 2011.
Бугарска је учествовала на свим светским првенствима у атлетици одржаним до данас. На 13. Светском првенству у атлетици на отвореном 2011. одржаном у Тегу од 27. августа до 4. септембра, учествовала је тринаести пут. Репрезентацију Бугарске представљало је 7 такмичара (1 мушкарац и 6 жене) који су се такмичили у 7 дисциплина (1 мушка и 6 женских).,
На овом првенству Бугарска није освојила ниједну медаљу. Није било нових националних и личних рекорда. Оборен је само један рекорд сезоне. На табели успешности према броју и пласману такмичара који су учествовали у финалним такмичењима (првих 8 такмичара), Бугарска је са 2 учесника у финалу делила 51. место са 5 бодова.
| Плас. | Земља    | 1. место | 2. место | 3. место | 4. место | 5. место | 6. место | 7. место | 8. место | Бр. финал. | Бод. |
| ----- | -------- | -------- | -------- | -------- | -------- | -------- | -------- | -------- | -------- | ---------- | ---- |
| =51.  | Бугарска | 0        | 0        | 0        | 0        | 0        | 1        | 1        | 0        | 2          | 5    |

## Учесници
| Мушкарци: - Виктор Нинов — Скок увис | Жене: - Ивет Лалова — 100 м, 200 м - Ина Ефтимова — 100 м - Ванија Стамболова — 400 м препоне - Андријана Банова — Троскок - Венелина Матвејева — Скок увис - Радослава Марводијева — Бацање кугле |  |

## Резултати

### Мушкарци
| Атлетичар    | Дисциплина | Лични рекорд | Група    | Група      | Полуфинале | Полуфинале | Финале               | Финале       | Детаљи |
| Атлетичар    | Дисциплина | Лични рекорд | Резултат | Место      | Резултат   | Место      | Резултат             | Место        | Детаљи |
| ------------ | ---------- | ------------ | -------- | ---------- | ---------- | ---------- | -------------------- | ------------ | ------ |
| Виктор Нинов | Скок увис  | 2,29         | 2,28     | 8. у гр. Б |            |            | Није се квалификовао | 18 / 32 (34) |        |

### Жене
| Атлетичар             | Дисциплина   | Лични рекорд | Група    | Група         | Полуфинале            | Полуфинале            | Финале                | Финале       | Детаљи |
| Атлетичар             | Дисциплина   | Лични рекорд | Резултат | Место         | Резултат              | Место                 | Резултат              | Место        | Детаљи |
| --------------------- | ------------ | ------------ | -------- | ------------- | --------------------- | --------------------- | --------------------- | ------------ | ------ |
| Ина Ефтимова          | 100 м        | 11,20        | 11,36    | 5. у гр. 5    | Није се квалификовала | Није се квалификовала | Није се квалификовала | 23 / 71 (73) |        |
| Ивет Лалова           | 100 м        | 10,77 НР     | 11,09    | 1. у гр. 3 КВ | 11,23                 | 3. у гр. 3 кв         | 11,27                 | 7 / 71 (73)  |        |
| Ивет Лалова           | 200 м        | 22,51        | 22,62    | 2. у гр. 5 КВ | 23,03                 | 3. у гр. 3            | Није се квалификовала | 13 / 38 (40) |        |
| Вања Стамболова       | 400 м пр.    | 53,68 НР     | 55,29 КВ | 1. у гр. 4    | 54,72 КВ              | 1. у гр. 1            | 54,23                 | 6 / 38       |        |
| Велелина Матејева     | скок увис    | 2,04         | 1,89     | 10. у гр. А   |                       |                       | Нису се квалификовале | 21 / 27 (29) |        |
| Адријана Банова       | троскок      | 14,34        | 13,66    | 13. у гр. Б   | 26 / 34               |                       | Нису се квалификовале |              |        |
| Радослава Мавродијева | бацање кугле | 17,54        | 15,76    | 12. у гр. А   | 23 / 23 (25)          |                       | Нису се квалификовале |              |        |

Легенда: НР = национални рекорд, ЛР= лични рекорд, РС = Рекорд сезоне (најбољи резултат у сезони до почетка првества), КВ = квалификован (испунио норму), кв = квалификова (према резултату)